# 로마 미술

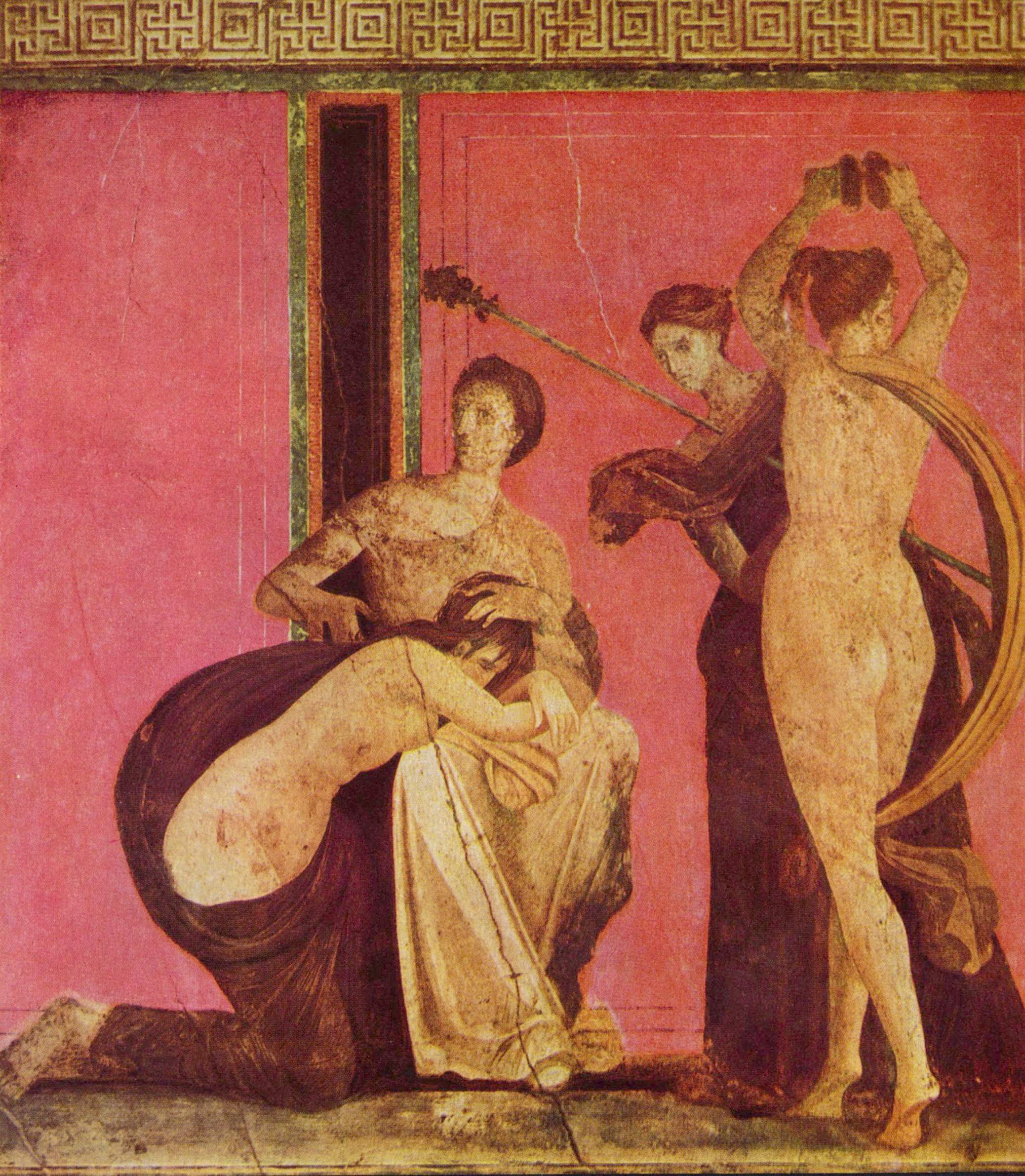
폼페이 신비의 저택의 프레스코화 (기원전 80년경)

로마 미술은 고대 로마 시대와 로마 제국의 영토에서 만들어진 회화, 도자, 공예 등을 아우른다.

## 성립
로마인은 기원전 8세기경부터, 티베리스강변에 가까운 팔라티노의 언덕을 중심으로 일곱 개의 언덕에 살며, 기원전 753년 공동체에 의한 도시국가 로마를 건국했다고 전해진다. 그 후 로마는 일시 에트루리아의 지배 아래 놓였으나 기원전 6세기 초에 그들을 추방하였으며, 다시 인접 여러 나라를 제압하고, 기원전 3세기에는 이탈리아 반도 전역을 지배했다. 그 세력은 기원전 2세기 중엽에는 지중해 전역에 미쳤다. 
로마 미술은 북방의 에트루리아 미술과 반도 남부의 그리스 식민도시 미술의 영향을 받아서 싹이 트고 발전한 것이다. 로마는 현실적·행동적인 요소를 에트루리아인으로부터 받아 계승하면서 그리스적 형식을 모방했다. 로마의 미술에서 보여지는 사실주의의 형태는, 신전 건축과 조각·회화 등에 있어서 그 형식을 그리스에서 찾으면서도, 그 정신에 있어서는 에트루리아적이다. 처음에는 에트루리아의 영향에서 출발했지만 공화정 말기 이후 헬레니즘 세계와의 접촉을 통해 얻은 그리스의 영향은 로마 세계를 풍미(風靡)하고 소위 '그레코로만 시대'를 가져오게 했다.
기원전 2세기 후반에 그리스를 정복한 이래, 매우 많은 수의 그리스 조각이 로마로 운반되었다. 다수의 그리스 예술가가 로마에 초빙되어 그리스 명작을 모방했다. 청동의 원작은 대리석에 되새겼고, 그것들은 로마인의 취미나 헬레니즘 시대의 자연주의적인 경향으로 약간 변경되어 갔다. 회화에 있어서도 이 경향은 같아서, 폼페이의 벽화에도 헬레니즘 회화의 모방과 비속화(卑俗化)가 눈에 띈다. 로마시대에 개성적인 초상 조각이 발달하고, 거대하고 실용적인 공공 건축이 서로 이어서 건조된 것도 헬레니즘시대 정신과 에트루리아적 정신과의 융합의 결과이다. 로마 미술은 이 두개의 요소를 기반으로 하여 발전한 것으로서, 그 특징으로는 국가 권력에 수반하는 지리적 확대에 상응(相應)한 규모의 크기, 주제의 다양성, 사실성 등을 들 수 있다.

## 로마 회화
로마의 회화는 헬레니즘 회화의 수용에서부터 시작한다. 헬레니즘 회화의 원작은 헬레니즘의 여러 지역에서는 거의 잔존하지 않는다. 그러나 기원후 79년에 일어난 베수비오산의 분화(噴火)로 돌연히 매몰된 폼페이 및 헤르쿨라네움에 남아 있는 벽화를 통하여 헬레니즘 시대 및 로마 시대의 회화를 알아낼 수가 있다. 
건축이나 조각처럼 회화에 있어서도 기원전 1세기 이후 많은 그리스 화가가 부유한 로마인을 맞이하게 되어, 그들의 저택이나 별장을 꾸몄다. 프레스코 및 모자이크에 의한 그들의 화풍은 헬레니즘 시대의 정신을 반영하고, 감각적이며 신비적이고 산문적인 주제가 사실적 기법으로 그려져 있다. 
알렉산드로스 대왕의 궁정 화가인 필록세노스의 걸작 <잇소스의 전쟁>을 모자이크로 한 작품이 있는데 이것은 고전 말기의 양식을 전하는 귀중한 작품이다. 프레스코로 된 유명한 <디오니소스의 밀의(密儀)>(폼페이)나 <텔레포스의 유아(幼兒)>(나폴리 미술관)는 헬레니즘 시대의 양식에, 이탈리아적인 취미를 가미한 새로운 양식이었다. 디오니소스의 밀의는 당시 이탈리아에서 믿었던 밀교인데, 화려하고 붉은 색의 배경에 신앙 생활의 신비적인 경향이 묻어나 있다. 그리고 <텔레포스의 유아>에서는 아르카디아를 상징한 거대한 여신의 발 밑에서 텔레포스가 무심하게 사슴의 젖을 마시는 자태와 그의 아버지 헤라클레스의 강인한 자태가, 인간적 감정을 혼입하여 회화적으로 구성하고 있다. 또 인간 중심적인 그리스에 있어서는 대개 생각할 수 없는 풍경화·정물화라고 하는 새로운 장르가 이 시대에 탄생했다. 
이와 같은 헬레니즘 회화로서 육성된 로마 시대의 회화는 건축 공간의 충실에 새로운 발전을 가져왔다. 그 양식에는 일반적으로는 제1양식에서 제4양식에 이르는 양식의 발전을 볼 수가 있다. 
- 제1양식 - 벽면이 대리석으로서 중앙부와 소벽(小壁), 벽의 아래 부분에 둘러댄 판자의 세가지로 되어 있는 듯이 보이는 방법인데, 원근법을 쓰고 있기 때문에 벽면이 부각된 것 같은 인상을 준다. 이 양식은 이미 헬레니즘 시대의 알렉산드리아에서 시작하였고, 기원전 80년경가지 쓰이고 있었다.
- 제2양식 - 공화제 시대 로마에서 많이 쓰인 양식이다. 이것은 제1양식을 다시 복잡하게 하고, 이오니아식이나 코린트식의 기둥을 사용하여 깊이 안으로 들어가는 느낌을 주고, 어디까지나 거기에 다른 방이 잇달아 있는 듯한 환각을 일으키도록 그려져 있다.
- 제3양식 - 이른바 제정 초기 양식이라고도 불리며, 아우구스투스 황제 시기에 널리 사용된 양식으로서, 좌우에 배치된 기둥 사이에서는 중정(中庭)이 보이고, 멀리 아름다운 건물을 그리는 등 그 위에 복잡한 원근법을 써서, 세부의 장식은 더욱 화려하게 하였다. 이 양식의 특징은 그 모티프에 사발이나 영락(瓔珞)이나 당초(唐草) 등 이집트의 모티프를 많이 그리고 있다는 것이다. 이집트의 취미는 헬레니즘 시대 이후에 로마인 사이에서 유행하고, 모자이크의 정물화나 풍경화에도 자주 쓰이고 있다.
- 제4양식 - 63년의 지진 이후의 건축에 흔히 보이는 양식인데, 환상적인 표현을 지닌다. 이 양식에 있어서는 장식이 극단적으로 취급되어 있다.

## 로마 공예
공예 또한 다른 장르의 미술과 같이 헬레니즘 시대의 양식이나 기법을 답습하였고, 서서히 로마인 소질 속에 그 성격을 바꾸어 갔다. 그 가장 현저한 변모는 도자기이다. 헬레니즘 시대의 도자기는 이전의 에트루리아의 시대에 비하여 그 형태도 장식도 도리어 퇴보한 느낌이 있는데, 로마 시대에 이르러 다시 예술성의 향기가 부족한 것이 많아졌다. 이것은 값비싸고 더구나 고도한 기법을 필요로 하는 유리그릇이나 은그릇이 상층 계급 사람들에게 애호되자, 도자기에의 예술성에 관심이 차차 희박해졌기 때문이라고도 생각된다. 
로마 시대의 도자기로서 유명한 것은 겨우 기원전 1세기부터 기원후 2∼3세기에 걸쳐서 제작된 알레츠오 도자기이다. 이것은 신들이나 영웅의 이야기를 틀에 눌러서 만든 부조로 나타내고, 그것에 적갈색의 유약(釉藥)을 바른 도자기이다. 이에 대해 로마인이 공예 중에서 그 고도의 기량을 보인 것은 유리그릇과 카메오이다. 유리그릇은 헬레니즘 시대에 시리아에서 발명된 불어내기 유리의 제조법을 이어 받아서, 작은 잔이나 병형(甁型) 등 각종 용기에 고도한 기술을 보였다. 이 중에는 이집트의 줄무늬 모양의 유리병, 모자이크 유리, 혹은 판유리 등의 제품도 보인다. 
유명한 <포르트란드의 바즈>와 같은 기술의 정치(精緻)를 극한 카메오 유리(대영 박물관) 등은, 대개 귀족 사이에서 애용된 것인 듯하다. 조각의 장식 기술에 독특한 재능을 가진 로마인은 많은 훌륭한 카메오를 제작했다. 이것은 줄무늬의 마노(瑪瑙)처럼 반투명한 상층에 암색(暗色)의 색층(色層)으로 된 보석에 인물이나 그 밖의 것을 부조한 것이다. 그 중에는 <생트 사페르의 카메오>(파리 카베네 데 메다용), <아우구스투스의 카메오>(빈 미술사 박물관)가 특히 이름 높다. 
금공예품으로는 폼페이에 가까운 보스코레아레에서 발견된 일군(一群)의 은그릇·청동기(루브르 미술관)를 비롯하여 각지에서 그 유품을 찾아볼 수가 있는데, 일반적으로 정치를 극한 기공과 과잉이라고 생각되는 장식이 눈에 띈다. 청동제품은 재료가 풍부한데다 주조가 비교적 쉽기 때문에, 로마 시대에는 침대나 탁상이나 촉대 등의 일용품이 다량으로 제작되었다. 더구나 그것들은 단지 실용에만 공급된 것이 아니고, 우미한 곡선이나 공상적 동물·식물 등에 의하여 장식되어 있는 예가 많고, 당시 로마인의 호사(豪奢)와 화려한 것을 즐기는 생활 감정을 엿볼 수 있다. 이 공예품에서 보여지는 지나친 장식품은 우상을 부정한 중세 미술에 있어서 한층 더 고조되어 간다.

## 같이 보기
- 비잔틴 미술
- 라틴 문학
- 신고전주의
- 폼페이양식

## 참조
- 이 문서에는 다음커뮤니케이션(현 카카오)에서 GFDL 또는 CC-SA 라이선스로 배포한 글로벌 세계대백과사전의 내용을 기초로 작성된 글이 포함되어 있습니다.